# Kaja Schmäschke
Kaja Kristina Schmäschke (* 22. Dezember 1988 in Flensburg) ist eine ehemalige deutsche Handballspielerin.
Schmäschke begann mit fünf Jahren das Handballspielen beim TSV Nord Harrislee. Hier spielte die sechsfache Juniorinnen-Nationalspielerin später auch für die Damenmannschaft in der 2. Handball-Bundesliga. 2008 schloss sie sich dem Bundesligisten Buxtehuder SV an. Mit Buxtehude gewann sie 2010 den EHF Challenge Cup. Im Sommer 2011 wechselte sie zum Ligarivalen SG Handball Rosengarten. und spielte dort bis zu ihrem Karriereende im Jahr 2014.
Ihr Vater Dierk Schmäschke spielte ebenfalls Handball in der Bundesliga und ist Handballmanager. Ihre Mutter Meike Schmäschke war Handballtrainerin, ihr Bruder spielt ebenfalls Handball. Sie ist mit dem Handballspieler Michael Müller verheiratet und hat zwei Kinder.